# Tijuana
Tijuana je největší město v mexickém státě Baja California. Leží na severu země, na mexicko-americké hranici. Partnerským městem je mimo jiné americké San Diego, se kterým sousedí. Má více než 1 400 000 obyvatel, což je asi polovina celého státu Baja California. Obyvatelé jsou většinou mestici – imigranti z jiných částí Mexika, ale také běloši a Východoasiaté. Žije zde také množství Američanů, kteří do práce denně dojíždějí, protože bydlení je zde výrazně levnější než v sousedním San Diegu.
Klima je polopouštní, ročně zde spadne pouze 230 mm srážek, ale v praxi má spíše středozemní charakter, což je dáno blízkostí oceánu a vysokou vzdušnou vlhkostí.

## Osobnosti
- Carlos Santana (* 1947) – kytarista a zpěvák
- Gabino Zavala (* 1951) – bývalý římskokatolický biskup arcidiecéze Los Angeles, který podal demisi po přiznání otcovství

## Partnerská města
- Pusan, Jižní Korea
- San Diego, USA
- La Paz, Mexiko
- León, Mexiko
- Mazatlán, Mexiko
- Pchan-ťin, Čína
- Havana, Kuba
- Cincinnati, USA
- Zaragoza, Španělsko
- Laredo, USA
- Słubice, Polsko
- Frankfurt nad Odrou, Německo
- Wu-chan, Čína

## Galerie

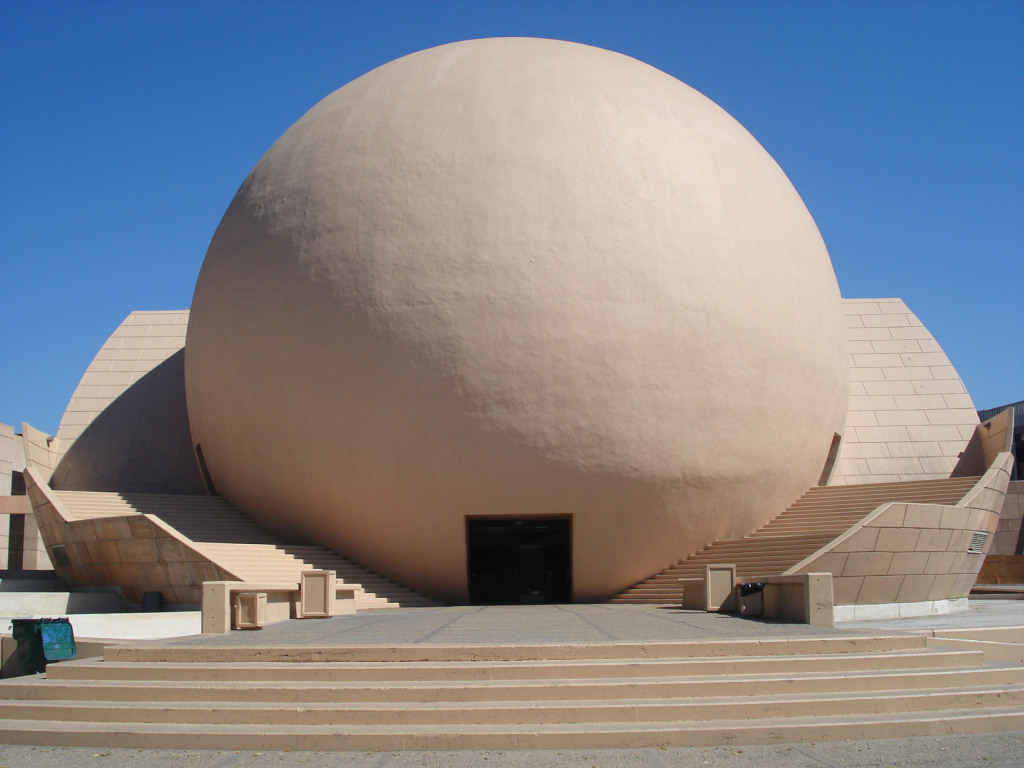
Tijuanské kulturní centrum
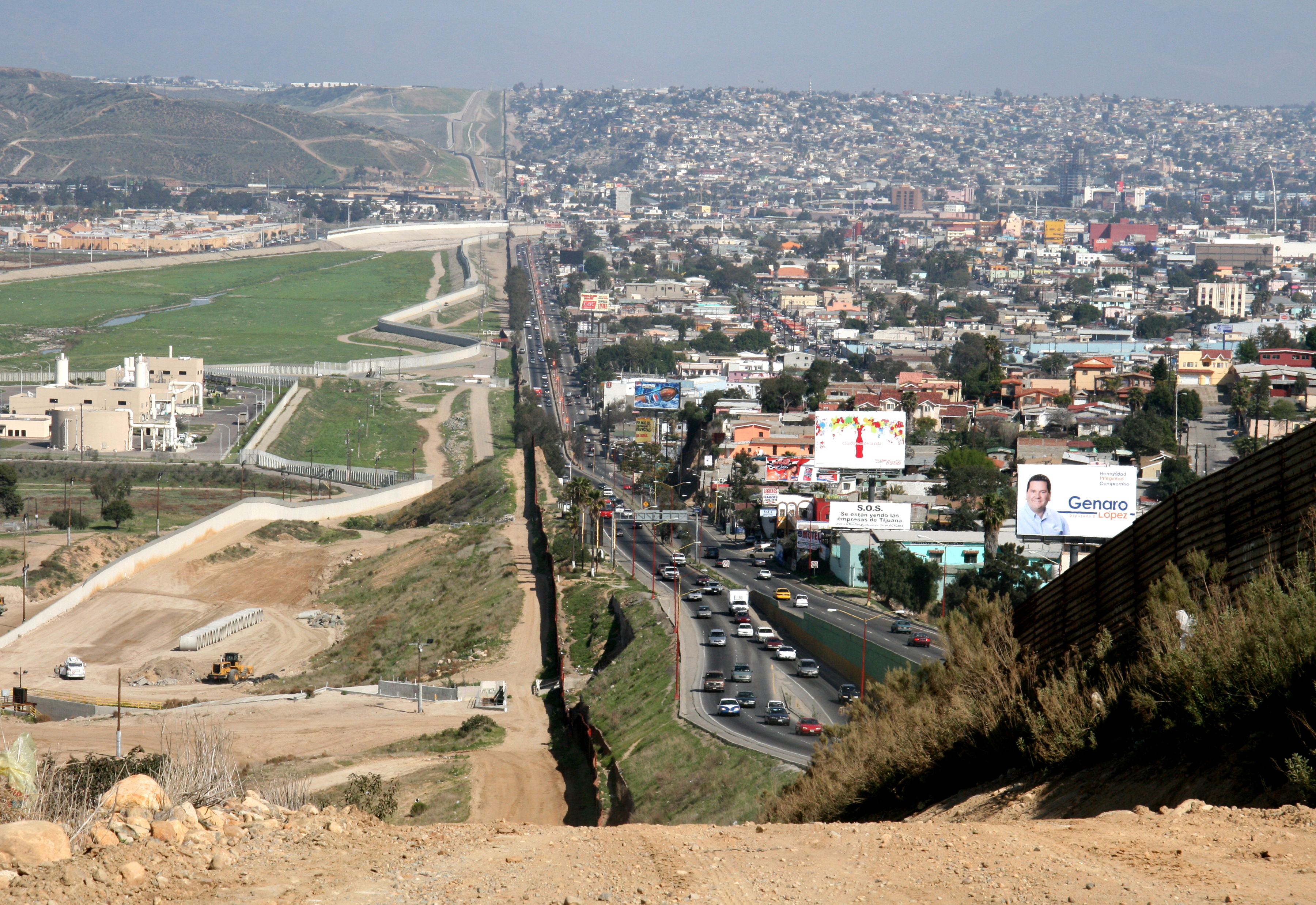
Hranice mezi San Diegem a Tijuanou
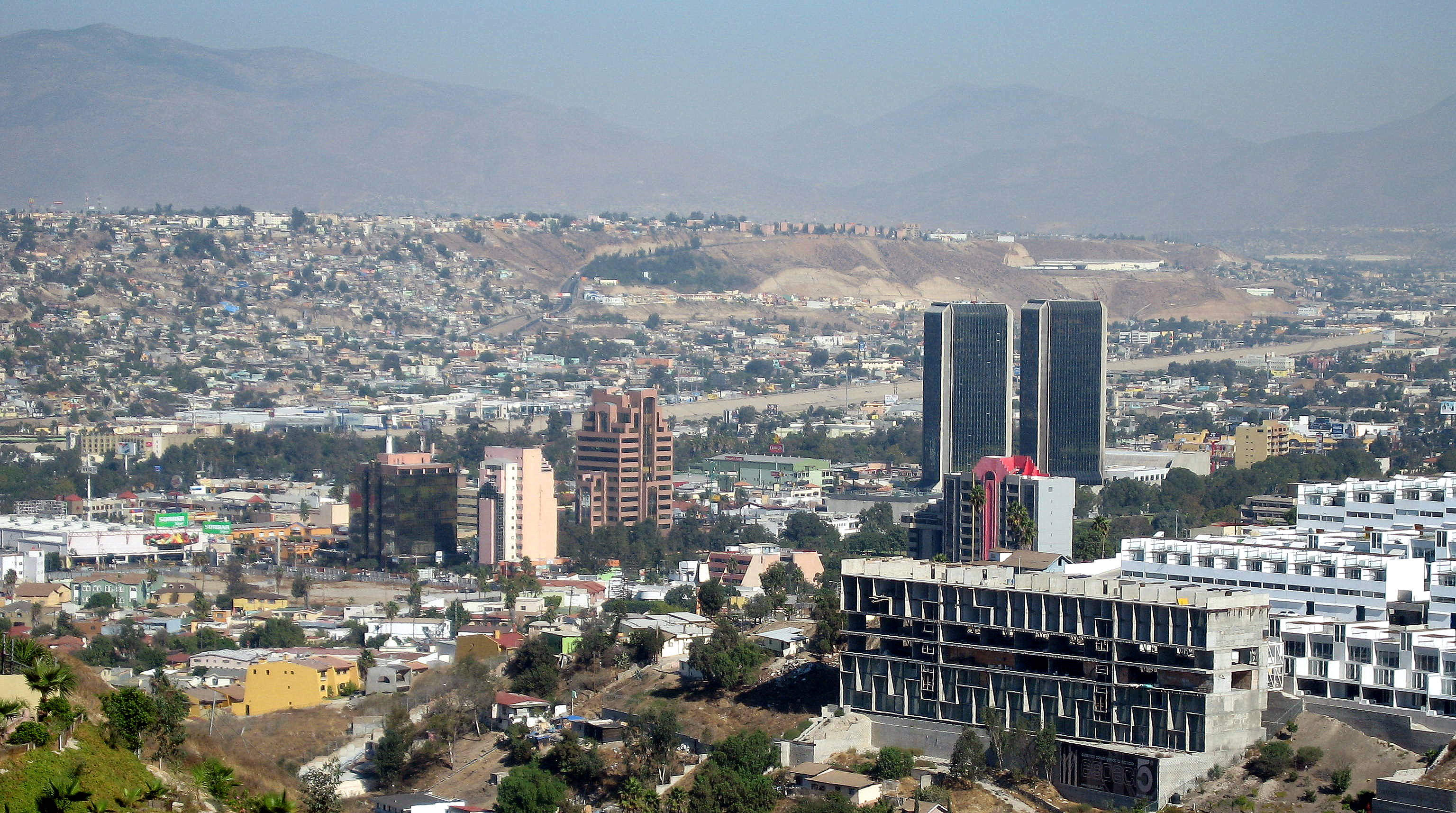
Tijuanské mrakodrapy
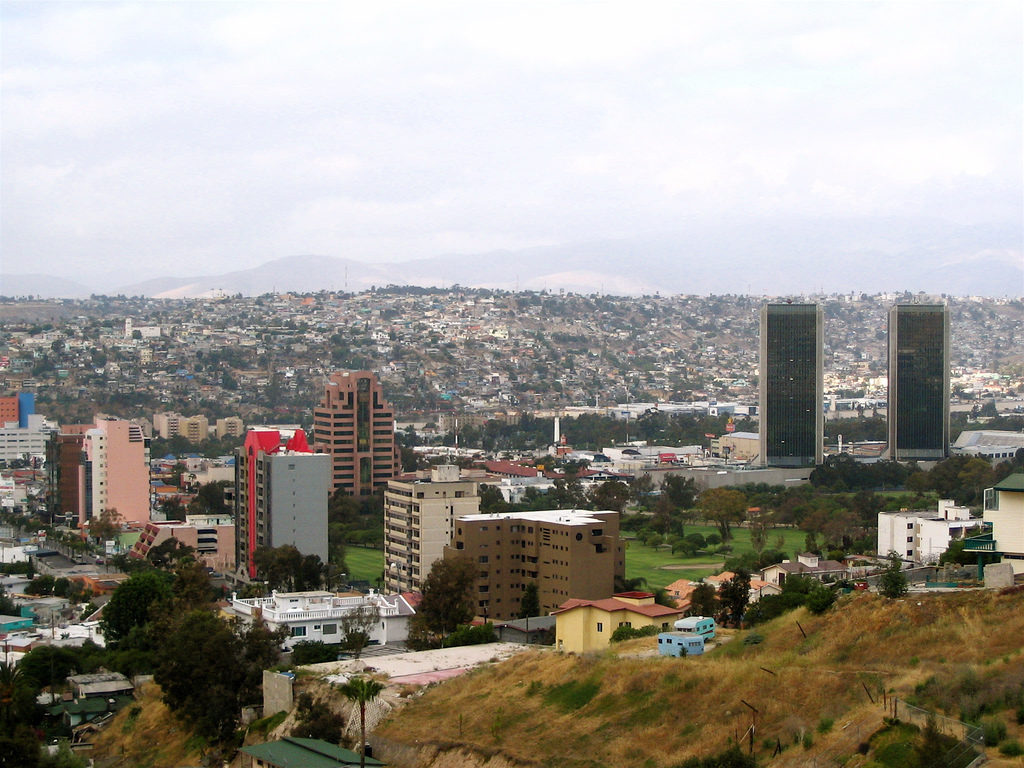
Rio Zone